# ProSport
ProSport es un diario deportivo de Rumania dedicado especialmente al fútbol. ProSport fue fundado el 2 de julio de 1997 por MediaPro como el primer periódico a todo color en Rumania, siendo dirigida por Ovidiu Ioanitoaia y Catalin Tolontan. En 2003 el diario fue adquirido por Ringier y desde el 12 de enero de 2008 pasó, nuevamente, a pertenecer a MediaPro.
El periódico está organizado en secciones: fútbol nacional, fútbol internacional, deportes y especiales. El diario suele incluir 24 páginas en formato 6 columnas, pero también se ha impreso ediciones de 32 páginas dedicadas a eventos específicos. En algunas partes del país existen ediciones regionales de ProSport adaptadas a los lectores de esas áreas. El sitio web de ProSport tiene 992.844 visitantes únicos y con más de 25,1 millones de visitas en noviembre de 2009, es el tercer sitio más visitado de deportes en Rumanía.